# Petra Volpe
Petra Biondina Volpe (* 6. August 1970 in Suhr) ist eine italienisch-schweizerische Drehbuchautorin und Regisseurin.

## Leben
Petra Volpe studierte von 1992 bis 1994 Kunst an der F+F Schule für Kunst und Design in Zürich. Danach lebte sie zwei Jahre in New York City, bevor sie nach Zürich zurückkehrte und dort als Filmeditor arbeitete. Im Anschluss studierte Volpe bis zum Jahr 2001 Dramaturgie und Drehbuch an der Hochschule für Film und Fernsehen «Konrad Wolf» in Potsdam. Seither ist sie als freischaffende Drehbuchautorin und Regisseurin tätig. Sie lebt in New York und Berlin.
Ihr Film Frühling im Herbst, gedreht für das Schweizer Fernsehen, wurde 2010 mit dem Deutschen Fernsehfilmpreis ausgezeichnet. 2013 folgte der Spielfilm Traumland, ein Ensemblefilm rund um eine junge bulgarische Prostituierte in Zürich, der unter anderem an den Filmfestivals in Busan und Saarbrücken gezeigt wurde. Beim Schweizer Filmpreis erhielt Traumland gleich vier Nominationen, darunter für das beste Drehbuch sowie als bester Spielfilm.
Ihr Spielfilm Die göttliche Ordnung (2017) war nicht nur in der Schweiz, sondern auch in den USA ein grosser Erfolg; in der Schweiz erzielte er über 350'000 Kinoeintritte, womit er 2017 der im Kino erfolgreichste Schweizer Film war und aktuell (Stand März 2022) zu den 10 Schweizer Filmen mit den meisten Kinoeintritten zählt. Die Komödie Die göttliche Ordnung basiert auf der historischen Geschichte der Einführung des Schweizer Frauenstimmrechts: Der Film spielt 1971, im Appenzell, wo die junge Hausfrau und Mutter Nora (gespielt von Marie Leuenberger) sich zunehmend exponiert, indem sie sich für das Recht der Frauen auf politische Mitbestimmung einsetzt.
Für die Fernsehserie Frieden (2020), für die Volpe als Drehbuchautorin verantwortlich war, widmete sie sich erneut einem historischen Stoff: Die Serie spielt 1945 in der Schweiz, im Milieu der Textilindustrie, wo sich sowohl KZ-Überlebende als auch Kriegsverbrecher wiederfinden. Die Hauptrollen übernahmen Max Hubacher, Annina Walt und Dimitri Stapfer.
Im Februar 2025 wurde ihr Spielfilm Heldin während der Berlinale uraufgeführt. Der Film erzählt die Geschichte einer Pflegefachfrau, gespielt von Leonie Benesch.

## Filmografie (Auswahl)
- 1999: Der Kuss (Regie, Drehbuch)
- 2002: Crevetten (Regie)
- 2003: Meier Marilyn (Drehbuch)
- 2005: Schlorkbabies an der Raststätte (Regie, Drehbuch)
- 2006: Schönes Wochenende (Regie, Drehbuch)
- 2009: Frühling im Herbst (Regie, Drehbuch)
- 2013: Lovely Louise (Drehbuch)
- 2013: Traumland (Regie, Drehbuch)
- 2015: Heidi (Drehbuch)
- 2017: Die göttliche Ordnung (Regie, Drehbuch)
- 2020: Frieden (Drehbuch)
- 2022: Die goldenen Jahre (Drehbuch)
- 2025: Heldin (Drehbuch, Regie)

## Auszeichnungen
- 2010: Fernsehspielpreis und Filmhochschule Ludwigsburg Student Jury Award beim Baden-Baden TV-Film Festival für Frühling im Herbst
- 2014: Günter-Rohrbach-Filmpreis für Traumland
- 2017: Schweizer Filmpreis Kategorie «Bestes Drehbuch» für Die göttliche Ordnung
- 2017: Nora Ephron Prize sowie Publikumspreis beim Tribeca Film Festival für Die göttliche Ordnung
- 2020: Stipendium für die Künstlerresidenz Villa Aurora[14]
- 2025: Aargauer Kunstpreis[15]